# S/2004 S 3
S/2004 S 3 é a designação provisória dada a um objeto visto orbitando Saturno na borda externa do anel F em 21 de junho de 2004. Foi descoberto pelo Cassini Imaging Science Team em imagens tiradas pela sonda Cassini-Huygens e anunciado em 9 de setembro de 2004.

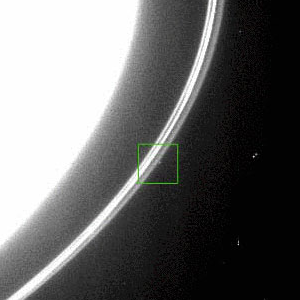
Imagem da descoberta de S/2004 S 3.

Apesar de outras tentantivas para recuperar o objeto, ele não foi visto desde então. Uma sequência de imagens cobrindo um período orbital inteiro com resolução de 4 km tirada em 15 de novembro de 2004 falhou em recuperá-lo. Isso sugere que ele foi um amontoado de material que desapareceu naquela época.
Outro objeto, S/2004 S 4, foi avistado cinco horas depois da descoberta de S/2004 S 3, mas dessa vez na parte interna do anel F. Como esse objeto foi visto em uma localização diferente do primeiro, ele recebeu uma designação própria, embora uma interpretação onde S/2004 S 3 e S/2004 S 4 são um único objeto em uma órbita que cruza o anel F também é possível. Um objeto assim pode também estar orbitando Saturno em uma inclinação diferente da do anel F. Se for um objeto sólido, S/2004 S 4 pode ter entre 3 e 5 km de diâmetro com base no seu brilho.